# Kyrkesjön, Skåne
Kyrkesjön är en sjö i Ängelholms kommun i Skåne och ingår i Rönne ås huvudavrinningsområde. Sjön har en area på 0,122 kvadratkilometer och ligger 66 meter över havet. Vid sjöns östra sida ligger Tåssjö kyrka och strax norr om sjön ligger Rössjön.

## Delavrinningsområde
Kyrkesjön ingår i det delavrinningsområde (624353-133071) som SMHI kallar för Mynnar i Rössjöholmsån. Medelhöjden är 86 meter över havet och ytan är 29,05 kvadratkilometer. Det finns inga avrinningsområden uppströms utan avrinningsområdet är högsta punkten. Röglaån som avvattnar avrinningsområdet har biflödesordning 3, vilket innebär att vattnet flödar genom totalt 3 vattendrag innan det når havet efter 22 kilometer. Avrinningsområdet består mestadels av skog (52 procent), öppen mark (14 procent), jordbruk (18 procent) och sankmarker (13 procent). Avrinningsområdet har 0,12 kvadratkilometer vattenytor vilket ger det en sjöprocent på 0,4 procent.